# ساشا زدیلار
ساشا زدیلار (سیریلیک صربی: Саша Здјелар؛ زادهٔ ۲۰ مارس ۱۹۹۵) بازیکن فوتبال اهل صربستان است.
از باشگاه‌هایی که در آن بازی کرده‌است می‌توان به باشگاه فوتبال المپیاکوس و باشگاه فوتبال بئوگراد اشاره کرد.
وی همچنین در تیم‌های ملی فوتبال زیر ۲۰ سال صربستان، زیر ۲۱ سال صربستان، و صربستان بازی کرده‌است.